# نابیوسیده‌مرغان
نابیوسیده‌مرغان (انگلیسی: Inopinaves) نام یک کلاد از نوپرندگان است که در یک مطالعه سیستماتیک ژنومی فشرده با استفاده از نزدیک به ۲۰۰ گونه در سال ۲۰۱۵ بازیابی شده‌است. این کلاد شامل کاکل‌به‌پشتان (گندمرغ) و خشکی‌مرغان است. نام علمی این کلاد از inopinus لاتین (به معنی غیرمنتظره/نابیوسیده و aves به معنی پرنده/مرغ تشکیل شده‌است.‎
مطالعه نشان داده‌است که نابیوسیده‌مرغان ۶۴ میلیون سال پیش از سایر پرندگان جدا شده‌اند. مطالعات قبلی گندمرغ را در بخش‌های مختلفی از درخت تبارشناسی پرندگان قرار می‌داد. با این حال، به‌رغم ریخت‌شناسی نامعمول آن، مطالعات ژنتیکی نشان داده‌است که گندمرغ آنقدرها که تصور می‌شد ابتدایی یا باستانی نیست. احتمال می‌رود که این پرنده یک پرنده بسیار جداریخت‌شده باشد که به حفظ برخی از صفات نزدیک‌ریختی بازگشته است.